# Virginie Vignon
Pour les articles homonymes, voir Vignon.
Virginie Vignon  est une actrice française née le 5 janvier 1947.

## Biographie
Elle débute au cinéma en 1966 dans Tendre Voyou de Jean Becker. L'année suivante elle apparaît dans des films de Jean-Luc Godard (Week-End) et Alain Robbe-Grillet (Trans-Europ-Express). Comme de nombreuses actrices de sa génération, elle passe par le cinéma érotique dans la première moitié des années 1970. On la retrouve ensuite dans des succès comme Et la tendresse ? Bordel ! ou dans L'Été meurtrier de Jean Becker. Mais, sur grand écran, elle reste le plus souvent cantonnée à des rôles secondaires comme dans Hibernatus d'Édouard Molinaro ou elle joue les soubrettes aux côtés de Louis de Funès.
Elle est, en revanche, très active à la télévision où on la voit dans des séries à succès comme La Dame de Monsoreau, Les Faucheurs de marguerites, Les Brigades du Tigre ou Les Enquêtes du commissaire Maigret. Elle apparaît encore très régulièrement sur le petit écran tout au long des années 1980 et des années 1990. De 1997 à 2003, elle tient le rôle de la greffière dans 16 épisodes de la série Les Cordier, juge et flic. Après huit ans d'absence, on la revoit sur le petit écran en 2011 dans un épisode de Section de recherches.

## Filmographie

### Cinéma

#### Longs métrages
- 1966 : Tendre Voyou de Jean Becker : la fleuriste
- 1967 : Trans-Europ-Express d'Alain Robbe-Grillet : la vendeuse
- 1967 : Week-End de Jean-Luc Godard : Marie-Madeleine
- 1968 : La Trêve de Claude Guillemot : Fifine
- 1969 : Hibernatus de Édouard Molinaro : la soubrette
- 1970 : Clodo de Georges Clair : Aurélie
- 1972 : Jeux pour couples infidèles de Jean Desvilles : la secrétaire
- 1972 : Les Désaxées de Michel Lemoine : Chantal
- 1974 : Y'a un os dans la moulinette de Raoul André
- 1974 : Le Cri du cœur de Claude Lallemand
- 1975 : Le Jeu avec le feu d'Alain Robbe-Grillet : la putain
- 1975 : Infidélités de Jean-François Davy : Prune
- 1976 : Les Vécés étaient fermés de l'intérieur de Patrice Leconte : Odette Jeandrin
- 1976 : Cours après moi que je t'attrape de Robert Pouret : la femme du couple à la chambre
- 1979 : Et la tendresse ? Bordel ! (sketch Autour des phallocrates) de Patrick Schulmann : Léa
- 1980 : Rendez-moi ma peau de Patrick Schulmann
- 1983 : L'Été meurtrier de Jean Becker : Lou Lou Lou

### Télévision
- 1970 : Ève et la secrétaire de l'homme, Le Patron part à New York, Le Rapport, trois épisodes de la série Les Saintes chéries
- 1970 : Les disparus de Rambouillet, épisode de la série La Brigade des maléfices de Claude Guillemot
- 1971 : La Dame de Monsoreau, série de Yannick Andréi : La fille de Joie
- 1971 : Au théâtre ce soir : Une histoire de brigands de Jacques Deval, mise en scène Jacques Mauclair, réalisation Pierre Sabbagh, Théâtre Marigny
- 1972 : Au théâtre ce soir : Mascarin de José-André Lacour, mise en scène Michel de Ré, réalisation Georges Folgoas, Théâtre Marigny
- 1972 : M. de Maupassant ou Le procès d'un valet de chambre, téléfilm de José-André Lacour : Fanny
- 1974 : Contrecoups, téléfilm de Jean Prat : Viviane
- 1974 : Chéri-Bibi, série télévisée de Jean Pignol
- 1974 : Les Faucheurs de marguerites, mini-serie de Marcel Camus : Louise
- 1976 : Comme du bon pain, série télévisée de Philippe Joulia : Odette Terrier
- 1976 : Nick Verlaine ou Comment voler la Tour Eiffel, de Claude Boissol : Sylvette
- 1976 : Ces beaux messieurs de Bois-Doré, mini-serie de Bernard Borderie :
- 1976 : Les Brigades du Tigre, épisode Le crime du sultan de Victor Vicas
- 1977 : Maigret, Lognon et les gangsters, épisode de la série Les Enquêtes du commissaire Maigret de Jean Kerchbron : Adrienne Laur
- 1977 : La Fortunette, épisode de la série Cinéma 16 de Pierre Cavassilas : Barbarella
- 1977 : Appelez-moi docteur ou le médecin invisible, téléfilm de Jacques Rouland : Françoise
- 1977 : Sainte Rita, épisode de la série Recherche dans l'intérêt des familles de Pierre Cavassilas : Pivoine
- 1978 : Médecins de nuit de Nicolas Ribowski, épisode : Alpha (série)
- 1979 : Ne rien savoir, téléfilm de Georges Farrel : Berthe
- 1981 : Le Roman du samedi : L'Agent secret, téléfilm de Marcel Camus :
- 1981 : Un gendre vindicatif, épisode de la série Les Gaietés de la correctionnelle de Joannick Desclers : Ginette Thebon
- 1981 : Adèle ou la marguerite, téléfilm de Pierre Desfons : Ada, la femme de chambre
- 1982 : L'Impasse des brouillards, épisode de la série Les Cinq Dernières Minutes de Claude Loursais : la bouchonneuse
- 1982 : Panurge, téléfilm de Jean-Christophe Averty : Mme Panurge
- 1984 : La Bavure, téléfilm de Nicolas Ribowski : la vendeuse du grand magasin
- 1987 : Studio follies, série de Yves Barbara et Pascal Goethals : Nelly
- 1992 : Un mort très convenable, épisode de la série Puissance 4 de Michel Lang :
- 1993 : Regarde-moi quand je te quitte, téléfilm de Philippe de Broca : Une passante
- 1995 : Noël et après, téléfilm de Daniel Vigne :
- 1997-2003 : 16 épisodes de la série télévisée Les Cordier, juge et flic : la greffière
- 1999 : Les Complices, téléfilm de Serge Moati : Patronne du Bar
- 2000 : Un flic nommé Lecoeur, épisode 'Céline de Jean-Yves Pitoun : Isa
- 2011 : Section de recherches, épisode Dernier acte de Eric Le Roux : l'hôtelière
- 2011 : Mission à Pessac, épisode de la série Le Sang de la vigne d'Aruna Villiers : la femme de ménage Morin

## Théâtre
- 1971 : Une fille dans ma soupe (en) de Terence Frisby, mise en scène André Villiers, tournée Herbert-Karsenty
- 1973 : Chante, Papa, chante de Marcel Moussy, mise en scène René Dupuy, Théâtre des Nouveautés
- 1979 : Ardèle ou la marguerite de Jean Anouilh, mise en scène Pierre Mondy & Roland Piétri, Théâtre Hébertot
- 1993 : Pygmalion de George Bernard Shaw, mise en scène Bernard Murat, Théâtre Hébertot